# Udea tetragramma
Udea tetragramma is een vlinder uit de familie van de grasmotten (Crambidae), uit de onderfamilie van de Spilomelinae. De wetenschappelijke naam van deze soort is voor het eerst voorgesteld als Mnesictena tetragramma door John Frederick Gates Clarke in een publicatie uit 1965.
De soort komt voor op de Juan Fernández-archipel.